# Sociologia das relações de gênero
A sociologia das relações de gênero adota um recorte de gênero, na investigação  sociológica. Enquanto a sociologia marxista tem como ponto de partida as relações de classes, a sociologia das relações de gênero enfatiza os processos de construção social do gênero, considerando aspectos da subjetividade dos atores sociais. 